# Element nieliniowy

Symbol rezystora nieliniowego.

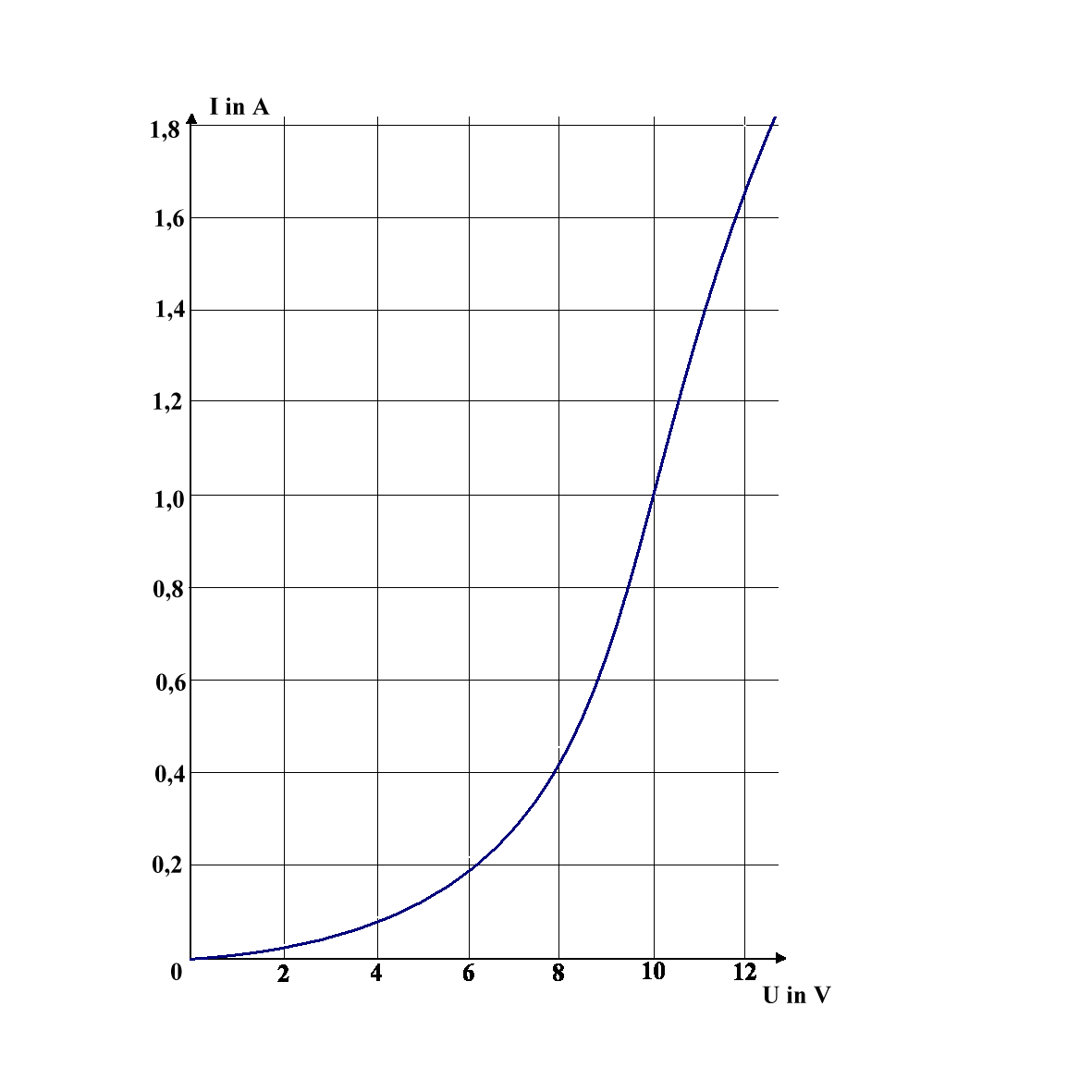
Przykład charakterystyki prądowo-napięciowej elementu nieliniowego. W tym wypadku jest to warystor.

Charakterystyka diody tunelowej.

Element nieliniowy – element obwodu elektrycznego, którego charakterystyka prądowo-napięciowa jest nieliniowa, czyli nie da się jej opisać analitycznie za pomocą równania prostej. Mówiąc inaczej, jest to element opisany równaniem algebraicznym nieliniowym lub równaniem różniczkowym nieliniowym. Nieliniowość charakterystyki wynika z zależności parametrów danego elementu nieliniowego od wartości i zwrotu prądu przepływającego przez ten element lub od napięcia występującego na jego zaciskach. Obwód elektryczny zawierający przynajmniej jeden element nieliniowy jest nazywany obwodem nieliniowym.
Przykładami elementów nieliniowych są żarówka, bareter, warystor lub dioda tunelowa.

## Parametry elementów nieliniowych
Dla elementów nieliniowych rozróżnia się charakterystyki statycznie oraz charakterystyki dynamiczne. Charakterystyki statyczne otrzymuje się przy „powolnych” zmianach w czasie wielkości opisujących dany element, natomiast charakterystyki dynamiczne otrzymuje się przy zmianach „szybkich”. Dlatego też w przypadku elementów nieliniowych mówi się o parametrach statycznych oraz dynamicznych.

### Rezystor nieliniowy
Rezystancja statyczna jest stosunkiem napięcia do prądu dla danej wartości prądu, natomiast rezystancja dynamiczna jest pochodną napięcia względem prądu dla danej wartości prądu (indeks (A) oznacza „w danym punkcie pracy”):
{\displaystyle R_{s}={\frac {U_{(A)}}{I_{(A)}}}\qquad \qquad R_{d}={\frac {\operatorname {d} U}{\operatorname {d} I}}{\Bigg |}_{(A)}}

### Cewka nieliniowa
Indukcyjność statyczna jest stosunkiem strumienia skojarzonego do prądu dla danej wartości prądu, natomiast indukcyjność dynamiczna jest pochodną strumienia skojarzonego względem prądu dla danej wartości prądu:
{\displaystyle L_{s}={\frac {\Psi _{(A)}}{I_{(A)}}}\qquad \qquad L_{d}={\frac {\operatorname {d} \Psi }{\operatorname {d} I}}{\Bigg |}_{(A)}}

### Kondensator nieliniowy
Pojemność statyczna jest stosunkiem ładunku do napięcia dla danej wartości napięcia, natomiast pojemność dynamiczna jest pochodną ładunku względem napięcia dla danej wartości napięcia:
{\displaystyle C_{s}={\frac {Q_{(A)}}{U_{(A)}}}\qquad \qquad C_{d}={\frac {\operatorname {d} Q}{\operatorname {d} U}}{\Bigg |}_{(A)}}